# Сергий (Поворознюк)
Архимандрит Сергий (в миру Николай Иванович Поворозник; 4 марта 1866, село Добромысл, Слонимский уезд, Гродненская губерния — май 1943) — архимандрит Русской Православной Церкви.

## Биография
Родился 4 марта 1866 года в селе Добромысле Слонимскаго уезда Гродненской губернии, из слонимских мещан. Получил домашнее образование.
20 (или 30) мая 1880 года — поступил послушником в Виленский Свято-Троицкий монастырь.
15 сентября 1890 (или 1892) года — пострижен в монашество в Виленском Свято-Троицком монастыре архимандритом Алексием.
26 сентября 1894 года — рукоположён во иеродиакона высокопреосвященнейшим Иеронимом, Архиепископом Виленским и Литовским.
13 сентября 1899 года — переведён в Сурдегский монастырь.
5 декабря 1899 года — рукоположён во иеромонаха высокопреосвященнейшим Ювеналием, архиепископом Виленским и Литовским.
12 октября 1900 года — перемещен в Рижский Алексеевский монастырь.
3 ноября 1900 года — назначен исправляющим должность Благочиннаго монастыря.
6 декабря 1901 года награждён набедренником.
19 марта 1909 года — за заслуги по духовному ведомству награждён наперсным крестом, из Святейшего Синода выдаваемым.
24 января 1910 года — назначен исправляющим должность Казначея монастыря.
10 июня 1910 года — по распоряжению Высокопреосвященнейшего Агафангела, бывшаго Архиепископа Рижскаго и Митавскаго, поручено ближайшее заведование по всем частям управления монастыря на правах Наместника.
9 ноября 1910 года — такое распоряжение оставлено в силе по резолюции Его Преосвященства, Преосвященнейшего Иоанна, Епископа Рижскаго и Митавскаго.
14 декабря 1913 года — награждён бронзовой медалью в честь Государственного праздника Российского — 300-летия дома Романовых.
23 апреля 1916 года — награждён орденом св. Анны III степени.
С августа 1917 года по сентябрь 1920 года — исполнял обязанности настоятеля Александро-Невского храма г. Риги.
17 сентября 1921 года — перемещён к Кафедральному Собору для исполнения Священнических обязанностей.
В 1921 году — назначен Ризничим Кафедрального Собора.
К Дню Святой Пасхи 1922 года — возведён в сан игумена.
В апреле 1929 года награждён правом ношения Палицы.
18 ноября 1938 года — за усердное служение Православной Церкви, по случаю 20-годовщины Латвийской Республики, Его Высокопреосвященством, Высокопреосвященнейшим Августином, Митрополитом Рижским и всея Латвии, награждён правом ношения креста с украшениями.
Возведен в сан Архимандрита.
3 сентября 1942 года по Указу за № 160, уволен за штат, и прикреплён для исполнения священнических обязанностей к Свято-Троице Сергиеву женскому монастырю в г. Риге.
Имел серебряную медаль в память Императора Александра III на Александровской ленте.
Умер в мае 1943 года.